# فريح أبو مدين (شيخ الحناجرة)
فريح أبو مدين (و. 1871- ت.1954)، هو فريح بن فرحان بن حسين أبو مِدِّين (بكسر الميم، وتشديد الدّال المُهْمَلَة). كان زعيم قبيلة الحناجرة، وأحد شيوخ البدو المرموقين والمُعتبرين في النقب. شغل منصب رئيس بلدية بئر السبع، وكان عضوًا في مجلس المدينة، وقاضيًا في المحكمة العشائرية للسكان البدو.

## حياته
كان أبو مدين أحد أفراد قبيلة الحناجرة. تعود أصول عائلته إلى الأراضي الممتدة على طول الساحل بين غزة ودير البلح. عندما كان في الخامسة من عمره، تربّى فريح أبو مدين يتيماً بعد أن قُتل والده، وهو طفل صغير السن، في معركة دارت رحاها بين عشائر التياهة والترابين سنة 1293 هـ/ 1876 ("حرابة زارع")، ودفن في الظاهرية.

## خلالالحرب العالمية الأولى
عُيِّنَ عام 1910 عضوًا في مجلس إدارة مدينة بئر السبع، وشغل هذا المنصب حتى اندلاع الحرب العالمية الأولى. خلال الحرب شغل منصب مسؤول جمع الحبوب نيابة عن الجيش العثماني المتمركز في النقب. مع تقدم الجيش البريطاني، غادر البدو مناطق القتال بأمر من الحكومة العثمانية. اعتقل البريطانيون أبو مدين، الذي كان مريضًا في ذلك الوقت ولا يستطيع السفر مع قبيلته. أثناء وجوده في السجن، تعرف على العديد من الضباط البريطانيين، بمن فيهم مدير الاستخبارات البريطانية. بناءً على الثقة التي تم إنشاؤها والاتفاقية التي أبرمها البريطانيون مع الشريف حسين بن علي، والتي يضمن له بموجبها السيطرة على المناطق التي سيحررها الحلفاء، انضم إلى الحرب ضد الإمبراطورية العثمانية. في دعمه، أسقطت الطائرات ملصقات دعائية تدعو الجمهور العربي في فلسطين إلى دعم البريطانيين. كما أُرسلت رسائل بهذه الروح إلى شيوخ قضاء بئر السبع. حتى أن أبو مدين عمل دليلًا لجنود أستراليا ونيوزلندا (المعروفة بالإنزاك) أثناء احتلال بئر السبع والنقب.

حصل أبو مدين على إذن بحصاد غلال ومحاصيل قبيلته. فُرِضَ على سكان القرى المجاورة: خان يونس وبني سهيلا ودير البلح مساعدته في جني الحصاد. كما تم وضع عدد من الجنود تحت تصرفه لحمايته الشخصية وحراسة الغلال. وعاد بعد الحرب إلى قبيلته الحناجرة، وعُيِّن شيخًا. منحته الحكومة البريطانية وسام الشرف "العضو المتميز في الإمبراطورية البريطانية".

## قاضيًا في بئر السبع
مع بداية الانتداب البريطاني على فلسطين، أنشأت السلطات البريطانية المحكمة العشائرية، التي كان من اختصاصها الفصل في قضايا انتهاك قوانين البدو والأعراف، وإصدار الأحكام وفقًا لروح هذه الأعراف. كان مقر المحكمة في الطابق الثاني من بيت السرايا. تشكَّل لطاقم القُضاة من شيوخ قبائل البدو ومن ضمنهم الشيخ أبو مدين، وكان على رأس القُضاة القائمقام عارف العارف. مؤسسة قضائية أخرى أسسها البريطانيون في بئر السبع عام 1919 هي مجلس الدم. تأسس المجلس لتسوية النزاعات القديمة بين القبائل البدوية في النقب. وتألف من سبعة رؤساء قبائل كان من بينهم الشيخ أبو مدين، وترأسه رئيس بلدية بئر السبع الحاج علي العطاونة. نجح المجلس في منع إراقة الدماء وتسوية معظم النزاعات بين القبائل، وألغي عام 1922 وأضيفت صلاحياته إلى المحكمة العشائرية.

## ممثل البدو في بئر السبع
في عام 1922، عيَّن البريطانيون الشيخ رئيسًا لبلدية بئر السبع، وهو المنصب الذي أشغله لمدة عامين تقريبًا. كان الشيخ أحد البدو القلائل الذين يعيشون في المدينة في ذلك الوقت. تم بناء منزله كمسكن من طابقين. واستُخْدِم الجزء السفلي منه للمحلات التجارية المستأجرة والجزء العلوي للسكنى. بالإضافة إلى منزله، بنى أيضًا خانًا للضيوف في المدينة.
عُيِّن أبو مدين عضوًا في المجلس الاستشاري الذي أسسه المفوض السامي، هربرت صموئيل. كان المجلس يتألف من 21 عُضوًا، عشرة ممثلين عموميين (أربعة من المسلمين، وثلاثة من المسيحيين، وثلاثة من اليهود)، بالإضافة إلى عشرة مسؤولين من مختلف إدارات الحكومة البريطانية، وترأسه المندوب السامي على فلسطين.

وأدلى أبو مدين بشهادته أمام لجنة شو نيابة عن بدو النقب. وزعم أن البدو في منطقته قلقون من الاستيلاء على أراضيهم. كما قال أمام اللجنة إن فلسطين هي بلد صغير المساحة، ولا يمكنه استيعاب المهاجرين اليهود الإضافيين، لذلك لن يكون للعرب خيار سوى الموت أو مغادرة البلاد.

## أيامه الأخيرة
بعدما وقعت نكبة فلسطين وأقيمت دولة إسرائيل عام 1948 أبى الشيخ فريح أبو مدين أن يبقى في البادية وهو أعزل من السلاح ولا قِبَل له بمجابهة اليهود، فنزح إلى غزة مع عشيرته، وكان له فيها أملاك وأراضٍ، وأقام هناك في مخيم البريج إلى أن توفي في 2 أيّار، عام 1954 (29 شعبان، 1373 هـج).

شغل حفيده المُسمّى على اسمه: فريح أبو مدّين منصب وزير العدل في الحكومات الفلسطينية الثلاث التي شكّلها ياسر عرفات ما بين سنة 1994 وسنة 2002، ثم شغل منصب رئيس سلطة الأراضي ما بين سنة 2002 وسنة 2007.